# Augusto Vargas Alzamora
Augusto Vargas Alzamora SJ (ur. 9 listopada 1922 w Limie, zm. 4 września 2000 w Limie) – peruwiański duchowny katolicki, jezuita, kardynał, emerytowany arcybiskup Limy, prymas Peru.

## Życiorys
Po ukończeniu szkoły podstawowej i średniej w kolegium jezuickim, 9 marca 1940 roku wstąpił do nowicjatu Towarzystwa Jezusowego. Studia filozoficzne odbył w Argentynie, a teologiczne w Hiszpanii, gdzie przyjął święcenia kapłańskie 15 lipca 1955 roku. W zakonie pełnił funkcję magistra nowicjatu i delegata prowincjała ds. formacji. 8 czerwca 1978 został mianowany biskupem tytularnym Cissi i wikariuszem apostolskim San Francisco Javier, zaś 30 grudnia 1989 roku arcybiskupem Limy i prymasem Peru. Pełnił ten urząd w tragicznych latach terroryzmu i zaburzeń społecznych. W styczniu 1994 roku został przewodniczącym Konferencji Episkopatu Peru. Podczas zwyczajnego konsystorza publicznego 26 listopada 1994 roku Jan Paweł II wyniósł go do godności kardynalskiej z tytułem prezbitera San Roberto Bellarmino. Z obowiązków pasterskich pełnionych w archidiecezji Limy kardynał zrezygnował 9 stycznia 1999 roku.